# Gentilino
Gentilino is een plaats en voormalige gemeente in het district Lugano, kanton Ticino, Zwitserland.
In 2000 telde de gemeente 1328 inwoners. Tot de voormalige gemeente behoorde ook de nederzetting Viglio.
De plaats maakt sinds 4 april 2004 deel uit van de gemeente Collina d'Oro.
Agra · Carabietta · Gentilino · Montagnola